# Tcheptsa
La Tcheptsa (en russe : Чепца) est une rivière de Russie et un sous-affluent de la Volga par la Kama et la Viatka.

## Géographie
La rivière est longue de 501 km et son bassin versant s'étend sur 20 400 km2.
Elle arrose le nord de l'Oudmourtie et l'oblast de Kirov. La Tcheptsa traverse la ville de Glazov et se jette dans la Viatka à Kirovo-Tchepetsk, à l'est de Kirov.